# The Entertainer
The Entertainer è un brano musicale ragtime composto da Scott Joplin.

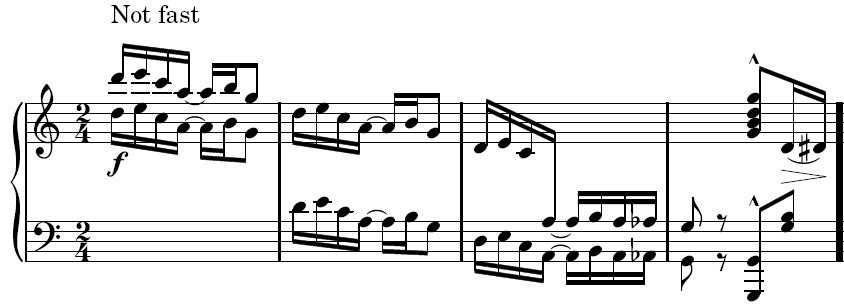
L'introduzione del brano The Entertainer

## Storia
Pubblicato nel 1902, The Entertainer è ritornato in vita negli anni Settanta nell'arrangiamento fatto da Marvin Hamlisch nel film La stangata, vincitore del premio Oscar alla migliore colonna sonora. Ironicamente, il brano di Joplin non era più in voga negli anni trenta, l'epoca in cui il film è ambientato. Il brano ha come strumento principale il flauto e il pianoforte di accompagnamento. Il brano segue la forma "canonica" del ragtime classico, formato da 4 temi musicali, secondo il seguente schema: AA-BB-A-CC-DD. Nel caso di The Entertainer A, B, e D sono in do maggiore, mentre C è in fa maggiore.

## Pubblicazione
Il copyright di The Entertainer venne registrato il 29 dicembre 1902, insieme a quello di altri due brani di Joplin, A Breeze from Alabama e Elite Syncopations; tutti e tre i pezzi furono pubblicati dalla John Stark & Son di Saint Louis. Sulla copertina dello spartito originale è raffigurato il disegno caricaturale di un nero vestito da ricco borghese come venivano raffigurati durante gli allora popolari minstrel show.